# بانكو دي سانتو سبيريتو

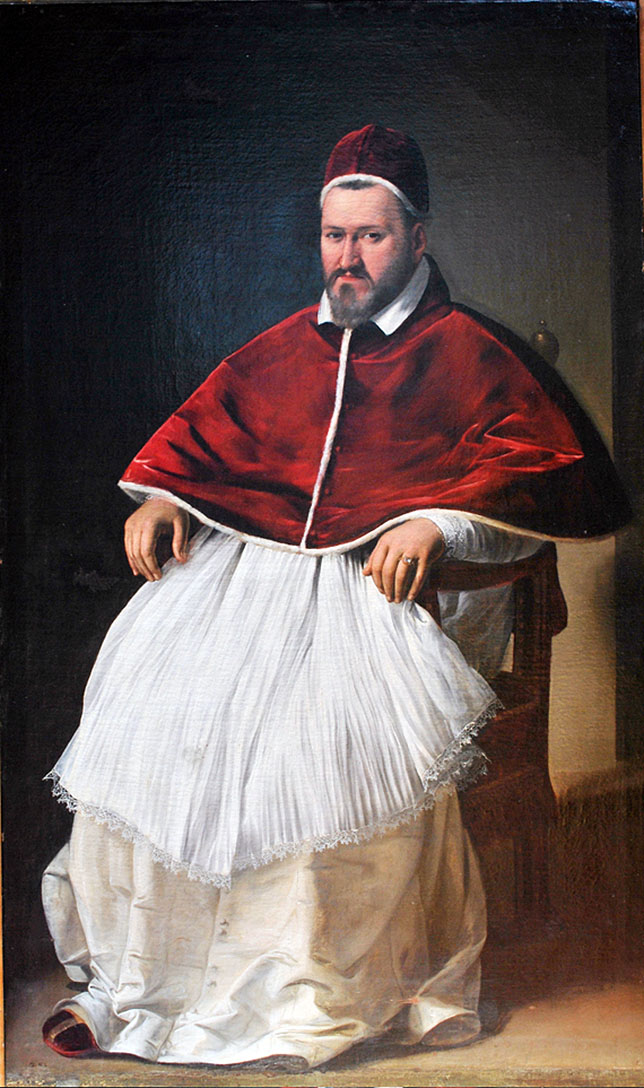
البابا بولس الخامس مؤسس بانكو دي سانتو سبيريتو في 1605.

بانكو دي سانتو سبيريتو (بالإيطاليَّة: Il Banco di Santo Spirito) أو بنك الروح القدس كان أحد البنوك التي أسسها البابا بولس الخامس في 13 ديسمبر 1605. يُعد البنك أول بنك وطني في أوروبا (حيث كان البنك الوطني لدولة البابوية)، وأول بنك إيداع عمومي في روما، وأقدم البنوك العاملة بشكل مستمر في روما حتى اندماجها في عام 1992.

## الفترة الأولى (1605-1923)
أسس البنك من قبل البابا بولس الخامس تحت اسم بنك الروح القدس في ساحة دي سانتو سبيريتو في 13 ديسمبر 1605. وقد بدأ تشييد المبنى عام 1513 من قبل البابا ليو العاشر، في ما أصبح يعرف باسم «شارع البنوك». وكان البنك الذي تأسس كمصدرًا جديدًا للدخل بالنسبة لأسقفية ومستشفى سانتو سبيريتو (تأسست عام 1201)، والذي كان قد تزايدت صعوباته المالية في القرن السادس عشر، وعام 1607 بدأ البنك بالإشراف على الشؤون المالية للمستشفى، والتي يملكها البنك.
منذ 20 فبراير عام 1606 حتى عام 1923، قدم بنك الروح القدس رأس المال للكنائس والمستشفيات التي شيدت في روما، إلى جانب الأغراض التجارية الأخرى. قدم البنك قروضًا من الأموال لعدة مشاريع العامة، بما في ذلك مشروع قناة تراجان (والذي بدأ عام 1608).
في عام 1750 قام البابا بندكت الرابع عشر، والمعروف عن إدانته للربا في مرسوم بابوي (صدر في 1 نوفمبر عام 1745)، بالاعتراف بالبنك ولتقتصر أنشطة الإقراض. في عام 1786، أصبح البنك واحد من أوائل البنوك التي قامت بإصدار النقود الورقية خلال حبرية البابا بيوس السادس. تتواجد سجلات البنك في أرشيف الفاتيكان السري.

## 1923-1992
في عام 1923، أعيد تنظيم عمل البنك كشركة مساهمة. في عام 1935، وقام المعهد للتعمير الصناعي التابع للحكومة الإيطالية الفاشية في في السيطرة على حصة في البنك.

## الإندماج
في عام 1992، اندمج بنك الروح القدس مع بانكو دي روما (والذي تأسس عام 1836)، والذي اندمج لاحقًا مع بنوك أخرى في عام 2002 لتشكيل مجموعة كابيتاليا.